# 라파엘 디아스 (아이스하키 선수)
라파엘 살바도르 디아스(프랑스어·스페인어: Raphael Salvador Diaz, 1986년 1월 9일~)는 스위스의 아이스하키 선수이다. 포지션은 수비수로 현재 스위스 내셔널리그의 HC 프리부르고테롱 소속으로 활동하고 있다. 2003년에 스위스 내셔널리그 팀인 EV 추크 소속으로 프로 선수 경력을 시작했으며, 내셔널 하키 리그(NHL)의 카나디앵 드 몽레알, 밴쿠버 커넉스, 뉴욕 레인저스, 캘거리 플레임스 소속으로 NHL 통산 201경기 출전했다.2016년에 다시 스위스로 돌아와 EV 추크 소속으로 2019년 스위스컵과 2020-21 리그 우승을 이뤄낸 후 2021년에 HC 프리부르고테롱으로 이적했다.
국제 대회에 스위스 아이스하키 국가대표팀의 일원으로 참가했으며, 올림픽에 4회(2010, 2014, 2018, 2022) 참가했다. 또한 세계 아이스하키 선수권 대회에 8회 참가하여 2013년과 2018년 세계 선수권 대회에서 준우승을 차지했다.
누나인 다니엘라도 아이스하키 선수로 활동했다.